# Brug 399
Brug 399 is een vaste brug in Amsterdam-Noord.
De brug is gelegen over het watertje Oostertocht, daar waar zij overgaat in de gracht Kometensingel die hier parallel loopt aan de weg Meteorensingel. Ze legt verbinding tussen enerzijds Tuindorp Oostzaan met straatnamen vernoemd naar sterrenbeelden en anderzijds het stedelijke Amsterdam-Noord met straatnamen vernoemd naar beroepen uit de scheepsbouw, zoals Kotteraarstraat.
Brug 399 is een voetbrug uit 1951. Ze rust tussen twee stenen landhoofden met stalen liggers waarop houten dwarsliggers. De leuningen, balustraden en balusters zijn alle van hout. De ontwerper, die gezocht moet worden binnen de Dienst der Publieke Werken is vooralsnog onbekend. De afwerking van het geheel doet sterk denken aan een veelvoud aan bruggen in het Amsterdamse Bos, waarvoor bruggenarchitect Piet Kramer allerlei houten bruggen ontwierp. Op de bestektekening ontbreekt echter een naam en bekend is dat Kramers opvolgers zich vaak lieten inspireren door zijn werk.
De brug is ten minste eenmaal geheel gereviseerd aan het bovendek.

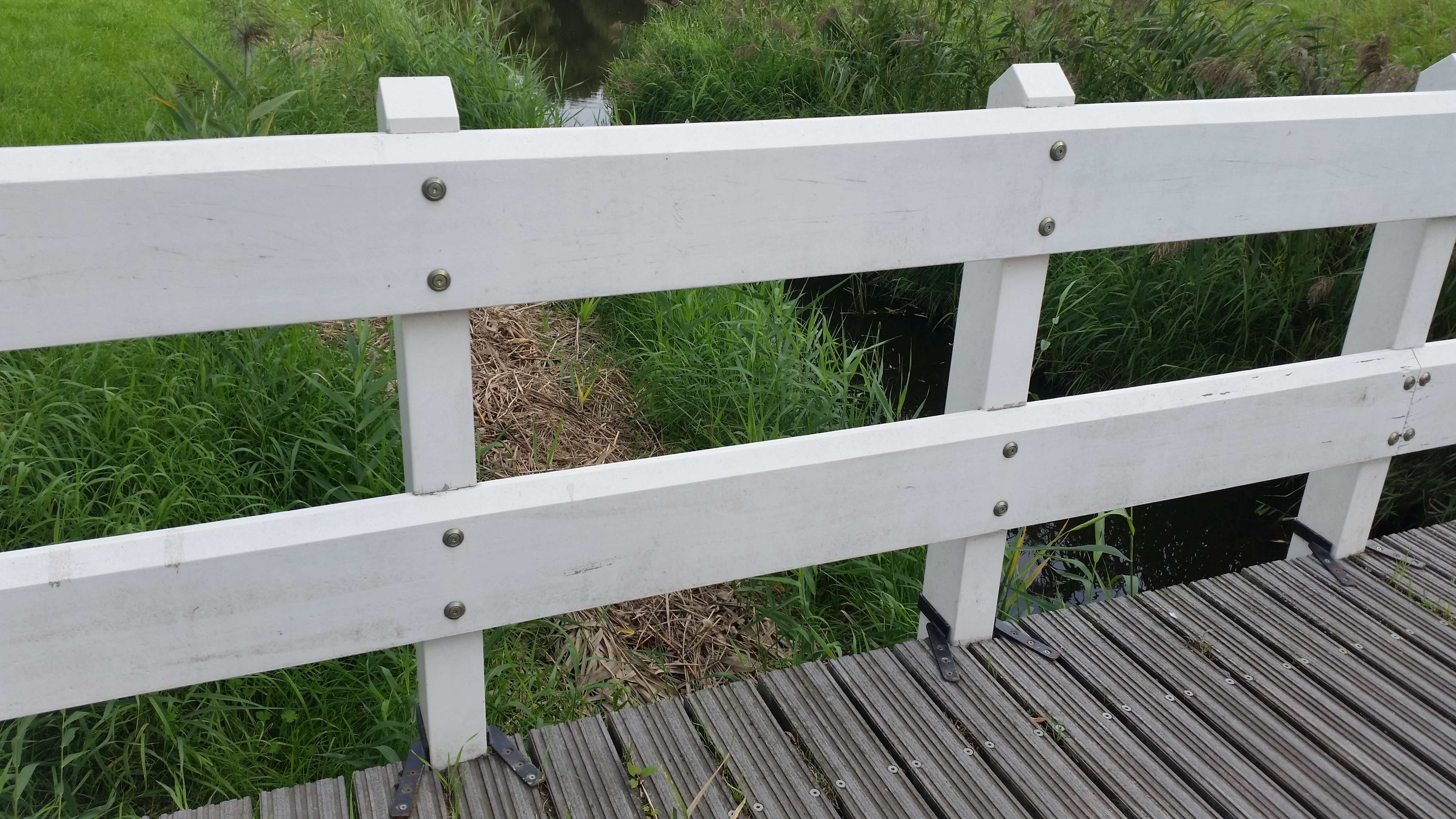
Detail van brugleuning

<<< · 300 · 301 · 302 · 303 · 304 · 305 · 306 · 307 · 308 · 309 · 310 · 311 · 312 · 313 · 314 · 315 · 316 · 317 · 318 · 320 · 321 · 322 · 323 · 324 · 325 · 327 · 328 · 330 · 331 · 332 · 333 · 334 · 335 · 336 · 337 · 338 · 339 · 340 · 341 · 342 · 343 · 344 · 345 · 346 · 347 · 348 · 349 · 350 · 351 · 352 · 353 · 354 · 355 · 356 · 357 · 358 · 359 · 360 · 361 · 362 · 363 · 364 · 365 · 366 · 367 · 368 · 371 · 372 · 373 · 374 · 375 · 376 · 377 · 378 · 379 · 380 · 381 · 382 · 383 · 385 · 386 · 387 · 388 · 389 · 390 · 391 · 392 · 393 · 394 · 395 · 396 · 397 · 398 · 399 · >>>
Brugnummers 319, 326, 329 (tijdelijke duiker in de Ringspoordijk), 369, 370, 384 zijn niet (meer) vergeven.